# 彼得·拉梅臣
彼得·拉梅臣（丹麥語：Peter Rasmussen，1967年5月16日—）是一名已退役的丹麥前鋒球員。他在丹麥球會阿爾堡展開足球生涯，並為該隊贏得1994-95丹麥超級聯賽錦標。
彼得·拉梅臣乃國家隊於1995年法赫德國王盃的正選前鋒。他在對墨西哥一役射入扳平1:1的入球。丹麥最終憑互射十二碼晉級決賽。隨後他亦於對阿根廷的決賽攻入一球，成為球隊的奪標功臣。

## 榮譽
丹麥國家隊
- 1995年法赫德國王盃冠軍

阿爾堡
- 丹麥足球超級聯賽冠軍: 1994-95